# Werner Vogels
Werner Vogels (Ermelo, 3 oktober 1958) is de Chief Technology Officer en vicepresident van Amazon.com.

## Carrière
Na zijn militaire dienst in de Koninklijke Marine ging Vogels radiologie studeren. Hij werkte van 1979 tot 1985 in het Antoni van Leeuwenhoekziekenhuis. Vervolgens startte hij in 1985 met een studie informatica.
Van 1991 tot 1994 was Vogels een senior onderzoeker aan het Institute for Systems and Computer Engineering, Technology and Science in Portugal waar hij werkte aan systemen voor fouttolerantie.
Van 1994 tot 2004 was hij verbonden aan de informaticaafdeling van de Cornell-universiteit in de Verenigde Staten. Hier werkte hij als onderzoeker aan schaalbare computersystemen en distributed computing.
Vogels was mede-oprichter van Reliable Network Solutions, een bedrijf dat werd gestart in 1997 en zich richtte op het monitoren van netwerkbronnen en multicastprotocollen.
Vanaf september 2004 werkt Vogels bij Amazon.com als Director of Systems Research. In januari 2005 werd hij benoemd tot Chief Technology Officer (CTO), en in maart van dat jaar, tot vicepresident World-wide Architecture.
Vogels was in 2010 de enige bestuurder die naast toenmalig Amazons CEO Jeff Bezos die publiekelijk mocht spreken uit naam van het bedrijf.
Vogels is getrouwd met een voormalig muzikante van het Nederlands Philharmonisch Orkest en heeft twee dochters.

## Onderscheidingen
- CIO/CTO van het jaar, Information Week, 2008.
- Persoonlijkheid van het jaar, Media Momentum, 2009.
- Holland on the Hill Heineken-prijs, 2014.